# Минбаєво
Минба́єво (каз. Мыңбаев) — село у складі Жамбильського району Алматинської області Казахстану. Адміністративний центр та єдиний населений пункт Минбаєвського сільського округу.
Населення — 5357 осіб (2021; 3305 у 2009, 3201 у 1999, 3125 у 1989).